# Selbstabbildung
Eine Abbildung, die eine Menge in sich selbst abbildet, heißt in der Mathematik Selbstabbildung. Diese Abbildungen spielen in allen Zweigen der Mathematik eine wichtige Rolle: Einerseits können durch die Veränderungen, die die Struktur der Menge bei der Selbstabbildung erfährt, Informationen über diese Struktur gewonnen werden, andererseits lassen sich ein Element und sein Bildelement direkt miteinander vergleichen, da die Abbildung aus ihrem Definitionsbereich nicht hinausführt und wiederholt angewendet werden kann.
Das erste Konzept, Strukturen durch ihre strukturtreuen bzw. strukturverträglichen Selbstabbildungen zu beschreiben, wurde durch das Erlanger Programm von Felix Klein zuerst in die Geometrie eingeführt und gehört zu den fruchtbarsten Ideen der modernen Mathematik. Das zweite Konzept, das auf der Vergleichbarkeit von Urbild und Bild sowie auf der Iterierbarkeit von Selbstabbildungen aufbaut, ist für die Numerik unverzichtbar und gehört zu den grundlegenden Konzepten der fraktalen Geometrie.

## Definition
Sei {\displaystyle A} eine beliebige Menge. Dann heißt eine Funktion {\displaystyle \alpha \colon A\to A} eine Selbstabbildung.
{\displaystyle \alpha } heißt auch eine einstellige Verknüpfung auf {\displaystyle A}.

## Beispiele
1. Die Identität auf einer Menge {\displaystyle A} ist eine Selbstabbildung. {\displaystyle id_{A}\colon A\to A;\ a\mapsto a}.
2. Das wichtigste Beispiel einer Menge mit Selbstabbildung ist das Zählen. Jeder natürlichen Zahl wird ihr Nachfolger zugeordnet. {\displaystyle 1+\colon \mathbb {N} \to \mathbb {N} ;\ n\mapsto 1+n}.
3. Ist eine Zahl {\displaystyle n} im Dezimalsystem dargestellt, so kann man ihr ihre Quersumme {\displaystyle q(n)} zuordnen. So ist etwa {\displaystyle q(12345)=15,q(15)=6}. Allgemein {\displaystyle \textstyle q\colon \mathbb {N} \to \mathbb {N} ;\ \sum _{i=0}^{k}a_{i}\cdot 10^{i}\mapsto \sum _{i=0}^{k}a_{i}}. Es ist {\displaystyle n} genau dann durch 3 teilbar, wenn {\displaystyle q(n)} durch 3 teilbar ist.
4. Es sei {\displaystyle \mathbb {Q} ^{+}} die Menge der positiven rationalen Zahlen und {\displaystyle \alpha \colon \mathbb {Q} ^{+}\to \mathbb {Q} ^{+};\ x\mapsto {\tfrac {1+x}{x}}} eine Selbstabbildung. Wendet man {\displaystyle \alpha } wiederholt an und geht zum Beispiel von {\displaystyle x=1} aus, so erhält man die Folge {\displaystyle 1\mapsto 2\mapsto {\tfrac {3}{2}}\mapsto {\tfrac {5}{3}}\mapsto {\tfrac {8}{5}}\mapsto \dotso }. In der Folge dieser Brüche sind Zähler und Nenner aufeinanderfolgende Fibonaccizahlen. In {\displaystyle \mathbb {R} } hat diese Folge den Grenzwert {\displaystyle \Phi ={\tfrac {1+{\sqrt {5}}}{2}}}. Dies ist die Zahl des Goldenen Schnittes.

## Strukturerhaltende Selbstabbildungen

### Endomorphismen und Automorphismen
Eine strukturverträgliche Selbstabbildung ist strukturerhaltend und wird als Endomorphismus bezeichnet. Ist diese Abbildung außerdem surjektiv und umkehrbar mit strukturerhaltender Umkehrabbildung, dann heißt sie Automorphismus. Die Struktur, die bei diesen Abbildungen jeweils erhalten bleibt, kann in verschiedenen mathematischen Teilgebieten sehr unterschiedlich sein.
In der Algebra genügt es meist, zu fordern, dass die Abbildung selbst strukturerhaltend und umkehrbar ist, daraus ergibt sich dann, dass die Umkehrabbildung ebenfalls strukturerhaltend ist.

### Strukturbeschreibung durch Automorphismen und Invarianten
Man geht von einer sehr allgemeinen Struktur aus, zum Beispiel einem Vektorraum V. Dadurch ist eine Grundmenge von Automorphismen, die als umkehrbare Abbildungen eine Gruppe bilden – im Beispiel die Automorphismengruppe – gegeben, die die Vektorraumstruktur respektieren. Nun werden zusätzliche Strukturen wie Abstand oder Winkel eingeführt. Die Forderung, dass eine oder mehrere dieser Strukturen invariant unter Automorphismen sein möge, zeichnet in der ursprünglichen Gruppe eine Untergruppe aus. Das Erlanger Programm sieht nun vor, jede „Geometrie“ (aufgefasst als System von Invarianten) durch Untergruppen zu beschreiben und umgekehrt Untergruppen der vollen Automorphismengruppe durch ihre Invarianten.
In der theoretischen Physik wendet man die Grundidee an, um aus Symmetrien einer Problemstellung (Gruppe) auf Erhaltungssätze (Invarianten) zu schließen.

## Iteration
Das Konzept, ein und dieselbe Selbstabbildung fortgesetzt auf ein Element oder eine Menge anzuwenden, wird einerseits verwendet, um durch Iteration Näherungen für Fixpunkte der Abbildung zu erhalten, andererseits um – etwa in der Geometrie – bestimmte Klassen von Mengen wie Gitter und Fraktale zu definieren.

### Iterative Näherungsverfahren
Ein Spezialfall aus der reellen Analysis wird in Kontraktion (Mathematik) beschrieben. Eine Verallgemeinerung ist der Fixpunktsatz von Banach.

### Definition „iterativer Mengen“
Formal geht es hier wie beim Erlanger Programm wieder um Invarianten, meist treten diese Definitionen aber außerhalb klassischer geometrischer Zusammenhänge auf.
Periodische Figuren
Eine Figur {\displaystyle F} in der Ebene heißt periodisch, wenn sie durch eine Verschiebung auf sich selbst abgebildet wird. Periodische Figuren sind beispielsweise die Schaubilder der trigonometrischen Funktionen Sinus, Cosinus, … Ebenso sind Gitter periodische Figuren. Die entsprechende Definition lässt sich ohne Schwierigkeit auf Vektorräume beliebiger Dimension übertragen.
Fraktale Mengen
Fraktale Mengen sind selbstähnliche Mengen, also Teilmengen eines reellen oder komplexen Vektorraums, die durch eine Ähnlichkeitsabbildung auf sich selbst abgebildet werden. Hier ist die Selbstabbildung also (im endlichdimensionalen Fall) eine Drehstreckung.

## Ein Anwendungsbeispiel

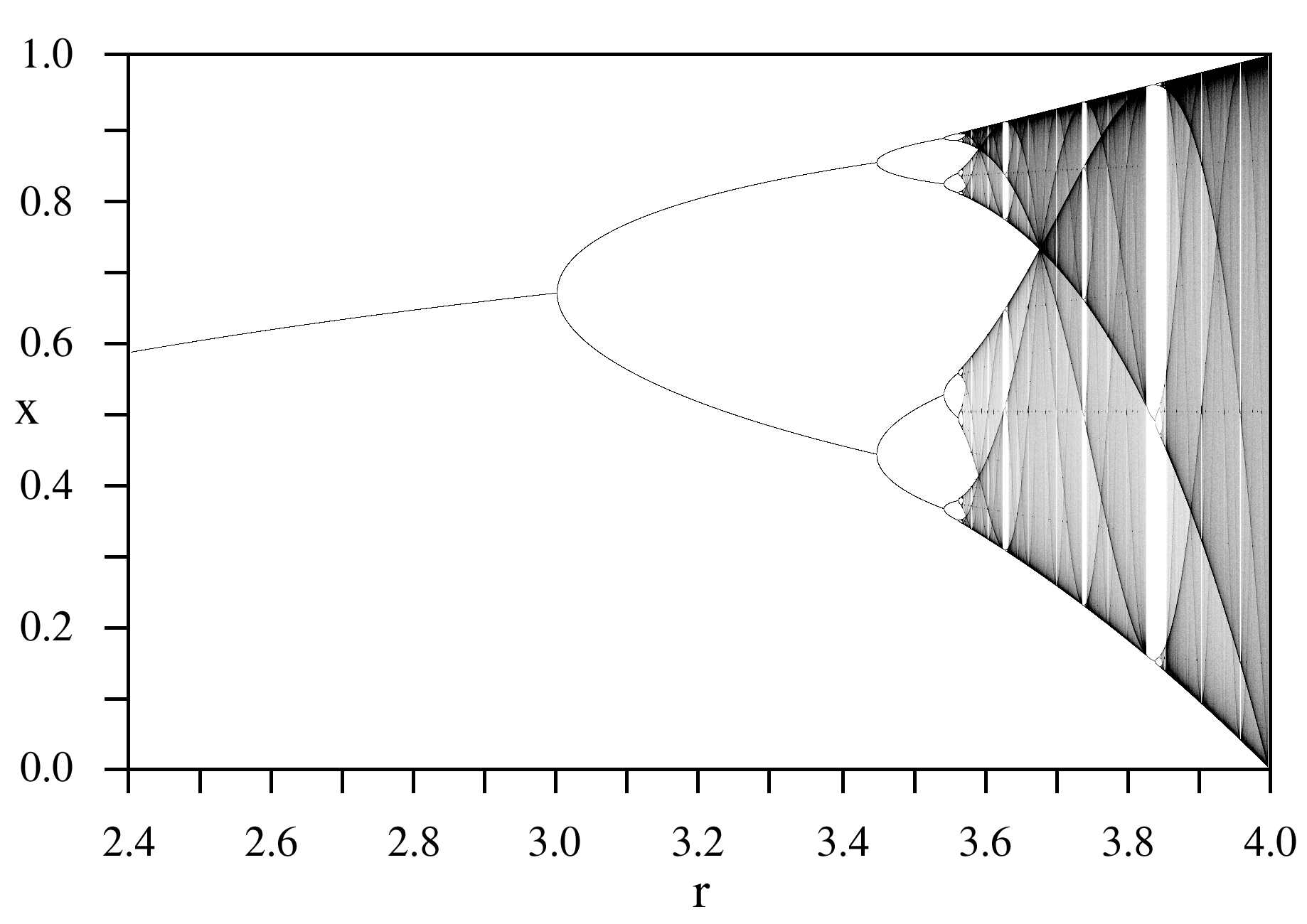
Bifurkationsdiagramm der logistischen Abbildung. Die Häufungspunkte x sind in Abhängigkeit vom Wert des Parameters r aufgetragen.

Selbstabbildungen spielen beim Studium dynamischer Systeme eine wichtige Rolle. Die logistische Abbildung {\displaystyle \varphi } kann als Beispiel für viele Anwendungen dienen:
{\displaystyle \varphi (x)=rx(1-x)}
mit
{\displaystyle 0\leq x\leq 1}
und
{\displaystyle 0\leq r\leq 4}
Die Grafik zeigt die Häufungspunkte der durch
{\displaystyle x_{n+1}=\varphi (x_{n})}
rekursiv definierten Folge mit {\displaystyle 0<x_{1}<1.}
Es ist zu erkennen, dass die Iterationsfolge je nach Wert des Parameters {\displaystyle r} konvergent sein kann oder schließlich unendlich viele Häufungspunkte aufweist. Im Bereich vor der ersten Verzweigung ist die Selbstabbildung {\displaystyle \varphi } kontrahierend, ihr Grenzwert ist ein Fixpunkt und Attraktor. Das Schaubild als Ganzes zeigt eine fraktale Struktur.